# Karol Wild
Karol Kazimierz Wild (ur. 1824, zm. 6 marca 1885 we Lwowie) – polski księgarz, wydawca, działacz polityczny.

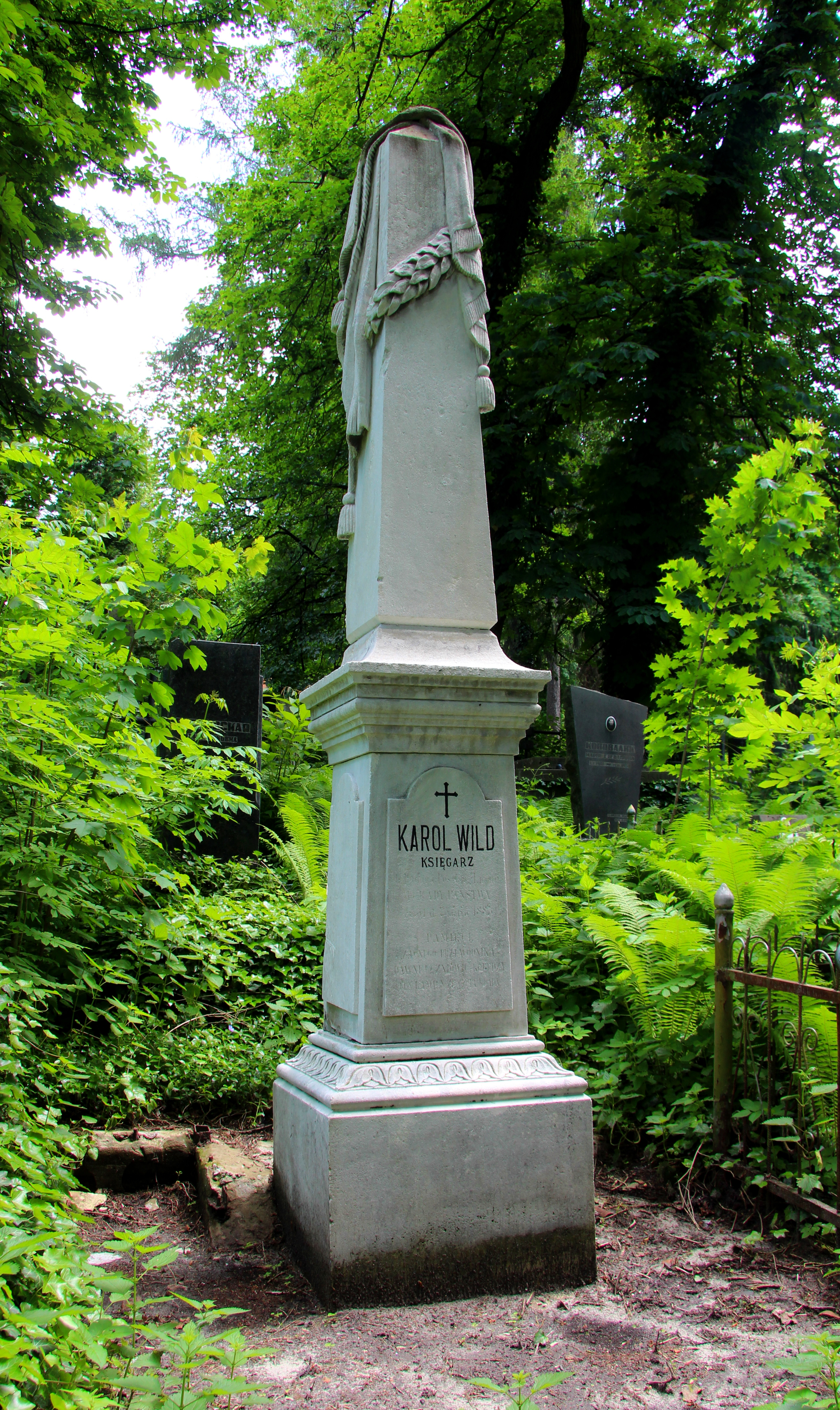
Nagrobek Karola Wilda

## Życiorys
Urodził się w 1824. Był synem Karola, założyciela zakładu księgarskiego we Lwowie w 1796. Działalność ojca kontynuował od 1849 przez 30 lat. Został księgarzem i wydawcą. Księgarnię prowadził we Lwowie przy ul. Dominikańskiej, przy ul. Halickiej. Był wydawcą publikacji naukowych i literackich. Wydawał także czasopismo „Dziennik Literacki”. Współpracował z Karolem Pollakiem z Sanoka, głównie w zakresie publikowania podręczników szkolnych. Swoje wydawnictwa prezentował na Wystawie Powszechnej 1873 w Wiedniu. Swoją działalność prowadził bezinteresownie nie licząc na zyski. Wskutek tego w 1879 utracił majątek i w tym czasie zamknął księgarnię („Gazeta Lwowska” z 7 marca 1885 określiła go, iż w swojej ciężkiej i pełnej poświęcenia pracy więcej był amatorem i mecenasem literatury niż kupcem). W 1882 Księgarnia Karola Wilda została przejęta przez Wydawnictwo Gubrynowicz i Schmidt (prowadzone przez Władysława Gubrynowicza, który w przeszłości był praktykantem u K. Wilda, i Władysława Schmidta). Był uznawany za jednego z najważniejszych obywateli Lwowa. Przyczynił się do rozwoju życia umysłowego Galicji w okresie zaboru austriackiego.
Był także działaczem politycznym we Lwowie. Pełnił mandat radnego rady miejskiej Lwowa. W uznaniu jego zasług w 1870 został powołany przez miasto na stanowisko posła III kadencji austriackiej Rady Państwa w Wiedniu.
Zmarł 6 marca 1885 we Lwowie w wieku 61 lat. Został pochowany we Lwowie, w pogrzebie uczestniczyło wielu mieszkańców miasta i przyjezdnych, a nad grobem przemawiali Władysław Gubrynowicz i Władysław Bełza. Lwowscy księgarze solidarnie postanowili zamknąć swoje księgarnie na czas pogrzebu Karola Wilda, a także zdecydowali wydać jego życiorys oraz ufundować jemu nagrobek. Został pochowany na Cmentarzu Łyczakowskim we Lwowie.
Został opisany w książce pt. Walka z życiem. korespondencja lwowskiej rodziny Wildów, autorstwa Zbigniewa Sudolskiego, wydanej w 2001.

## Życie prywatne
Od około 1850 był żonaty z Leonią z domu Maciejowską (1834-1878), córką lwowskiego lekarza Feliksa Maciejowskiego, pianistką, działaczką niepodległościową podczas powstania styczniowego. Przed 1863 mieli pięcioro dzieci (czterech synów, w tym Karola zm. 1897 w wieku 43 lat oraz córkę Eugenię ur. 1853). Kształceniem dzieci Karola i Leonii Wildów zajmowała się Zofia Romanowiczówna.

## Publikacje wydawnicze
- Skorowidz wszystkich miejscowości położonych w królestwie Galicyi i Lodomeryi jakoteż w wielkim księstwie Krakowskiem i księstwie Bukowińskiem, pod względem politycznej i sądowej organizacyi kraju wraz z dokładnem oznaczeniem parafii, poczt i właścicieli tabularnych, ułożony porządkiem abecadłowym (1855)
- Karol Mikuli: Mazourka pour le piano: op. 4 (1860)
- Ustawa o obwieszczaniu ustaw krajowych, uchwał Sejmu i rozporządzeń Wydziału; Ustawy o patronacie szkół i pokryciu kosztów na umieszczenie szkół ludowych tudzież kosztów stawiania i utrzymywania budynków kościelnych i plebańskich i sprawienia przyrządów kościelnych; o utworzeniu funduszu zapasowego na pokrycie tych kosztów. Rejestr abecadłowy do tych cztrerech ustaw. Rozporządzenie ministerjalne o reformie administracji politycznej nakoniec: Skorowidz czyli Spis abecadłowy wszystkich miejscowości w Galicji z Krakowem z oznaczeniem do którego powiatu należą, stacji kolei, pocztowych i t.d (1867)
- Ustawa gminna z dnia 12. Sierpnia 1866. Ustawy o obszarach dworskich i reprezentacji powiatowej, Ordynacja wyborcza dla Gmin i powiatowa obowiązujące dla Galicji wraz z W. Ks. Krakowskiem tudzież ustawy państwowe o zasadniczych podstawach urządzenia Gmin z dodanym rejestrem abecadłowym
- Powszechny Kodeks Handlowy (1869)
- Józef Szujski: Zborowscy. Tragedya w pięciu aktach z prologiem i epilogiem (1869)
- Adam Kuliczkowski: Zarys dziejów literatury polskiej na podstawie badań najnowszych pracowników dla użytku szkolnego i podręcznego (1872)
- Ludwik Kubala: Stanisław Orzechowski i wpływ jego na Rzeczpospolitę wobec reformacji XVI wieku : rzecz historyczna (1870)
- Tomasz Padura: Pyśma Tymka Padurry (1874)
- Karol Szajnocha: Szkice Historyczne t. 1-4 (1854, 1857, 1861, 1869)
- Skorowidz nowy i dawnych numerów realności, tudzież nazw ulic i placów król. stoł. miasta Lwowa, według uchwał Rady miejskiej z roku 1871, zestawiony z źródeł urzędowych (1872)[22]